# Andrey Shcharbakow
Andrey Anatolyevich Shcharbakow (Vitebsk, 31 de janeiro de 1991 - Talachyn, 17 de dezembro de 2018) foi um futebolista profissional bielorrusso que atuava como goleiro. Seu último clube foi o FC Vitebsk.

## Carreira
Andrey Shcharbakow fez parte do elenco da Seleção Bielorrussa de Futebol da Olimpíadas de 2012, sendo o goleiro reserva.
Faleceu aos 27 anos num acidente automobilístico em Talachyn, região nordeste da Bielorrússia.